# Phymaraphiniidae
Phymaraphiniidae is een familie van sponsdieren uit de klasse van de Demospongiae (gewone sponzen). 

## Geslachten
- Exsuperantia Özdikmen, 2009
- Kaliapsis Bowerbank, 1869
- Lepidothenea de Laubenfels, 1936